# Reuland (België)
Reuland is een plaats en deelgemeente van de Duitstalige gemeente Burg-Reuland in de Belgische provincie Luik. Aan de zuidzijde van het dorp stroomt het riviertje de Ulf, een zijrivier van de Our.
In het dorp ligt de Burcht Reuland waarnaar de gemeente genoemd is.

## Kernen
Tot de deelgemeente Reuland behoren de kernen Alster, Auel, Bracht, Diepert, Lascheid, Maspelt, Oberhausen, Ouren, Richtenberg, Steffeshausen, Stoubach, Weidig en Weweler.

## Demografische ontwikkeling
- Bronnen:NIS, Opm:1930 tot en met 1970=volkstellingen, 1976 inwoneraantal op 31 december

## Bezienswaardigheden
Bezienswaardigheden in Reuland zijn:
- Burcht Reuland
- Sint-Stephanuskerk
- Heemkundig museum in de voormalige school, met oude gereedschappen en herinneringen aan de schrijver Paul Gerardy.

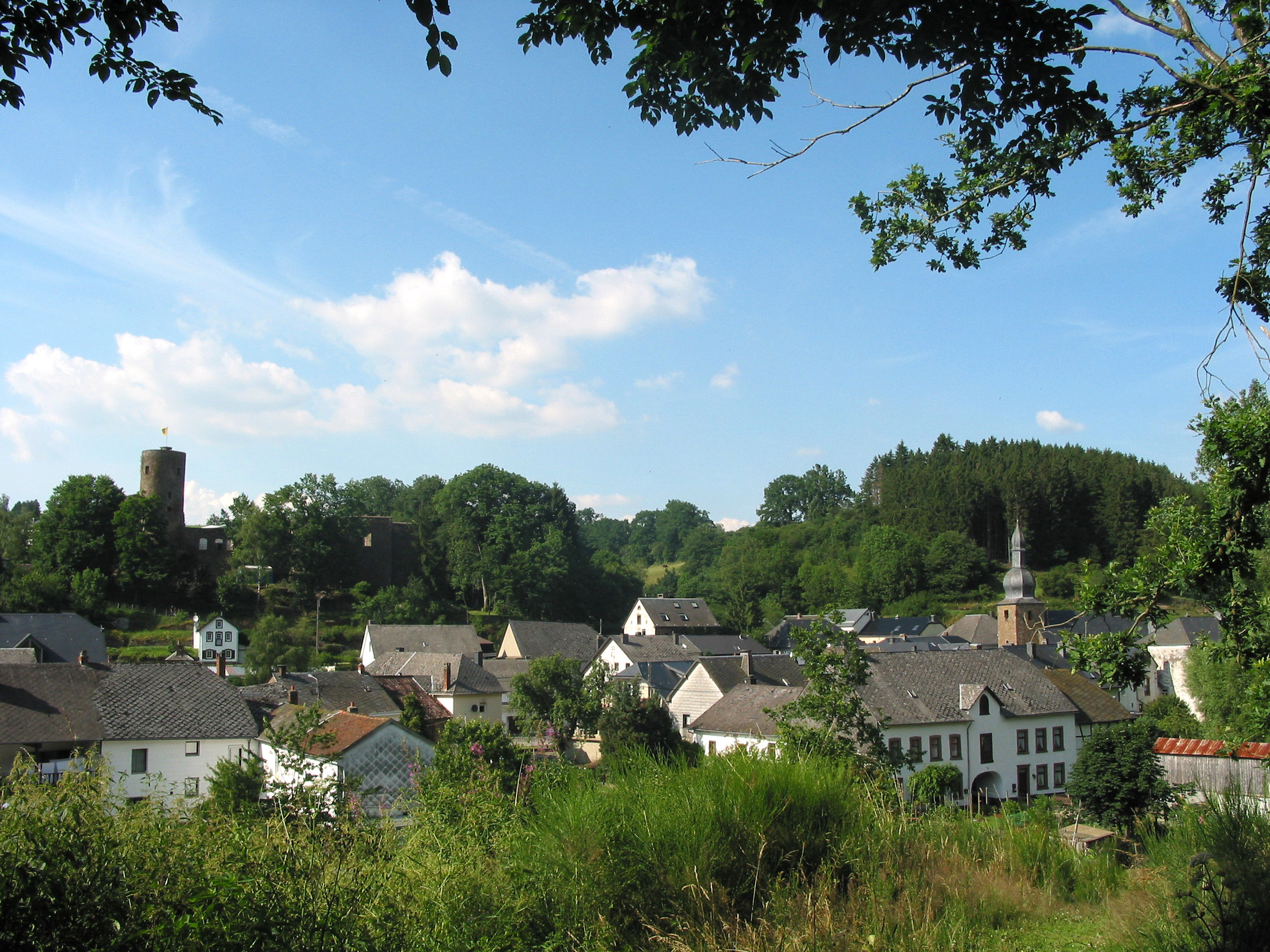
Uitzicht over Reuland met op de achtergrond de Burcht

## Verkeer & vervoer
Reuland ligt aan de N693 die voert vanaf de grens met Duitsland tot aan de N62 te Oudler.

## Nabijgelegen kernen
Lascheid, Oudler, Alster, Bracht, Steffeshausen, Weweler
Deelgemeenten: Reuland · Thommen

Overige kernen: Aldringen · Alster · Auel · Bracht · Braunlauf · Diepert · Dürler · Espeler · Grüfflingen · Koller · Lascheid · Lengeler · Maldingen · Malscheid · Maspelt · Oberhausen · Oudler · Ouren · Richtenberg · Steffeshausen · Stoubach · Weidig · Weisten · Weweler

Belgische gemeenten · Duitstalige Gemeenschap · Arrondissement Verviers · Luik · Wallonië